# Gross Spannort
Gross Spannort är ett berg i Schweiz.   Det ligger i kantonen Uri, i den centrala delen av landet, 80 km öster om huvudstaden Bern. Toppen på Gross Spannort är 3 198 meter över havet, eller 624 meter över den omgivande terrängen. Bredden vid basen är 13,8 km.
Terrängen runt Gross Spannort är huvudsakligen mycket bergig. Närmaste större samhälle är Engelberg, 10,1 km väster om Gross Spannort. 
Trakten runt Gross Spannort består i huvudsak av gräsmarker. Runt Gross Spannort är det mycket glesbefolkat, med 4 invånare per kvadratkilometer.